# Franz Grillparzer
Franz Grillparzer (født 15. januar 1791 i Wien, død 21. januar 1872) var en østrigsk forfatter og dramatiker.
Grillparzer var søn af en advokat og studerede selv jura i Wien 1807-1811. Han arbejdede som informator og hovedbibliotekar og blev i 1812 arkivdirektør.
Han var en af 1800-tallets store dramatikere. Hans udgangspunkt var gerne det klassiske eller nationalhistoriske. Foruden dramaer skrev han også noveller og epigrammer.